# El caballero negro
El caballero negro (título original: The Black Knight) es una película de 1954 dirigida por Tay Garnett y protagonizada por Alan Ladd, Patricia Medina y André Morell.

## Argumento
En Camelot, Leonette es la hija de un conde y está enamorada de John, un intrépido caballero. El Conde censura esta relación; un día sorprende a ambos juntos, y John se ve obligado a huir.
Pasado algún tiempo, unos vikingos asaltan el castillo del Conde, asesinando a él y a su familia. Poco después, aparece en Inglaterra un caballero negro, que jura vengar la muerte del conde y los suyos.

## Reparto
| Actor             | Personaje       |
| ----------------- | --------------- |
| Alan Ladd         | John            |
| Patricia Medina   | Linet           |
| André Morell      | Sir Ontzlake    |
| Harry Andrews     | Conde de Yeonil |
| Peter Cushing     | Sir Palamides   |
| Anthony Bushell   | Rey Arturo      |
| Laurence Naismith | Major Domo      |
| Patrick Troughton | Rey Mark        |
| Bill Brandon      | Bernard         |
| Ronald Adam       | El abad         |
| Basil Appleby     | Sir Hal         |
| Thomas Moore      | El aprendiz     |
| Jean Lodge        | Reina Guenevere |

## Producción
La película fue rodada en la provincia de Toledo, España.

## Recepción
Hoy en día la película ha sido valorada en portales cinematográficos. En IMDb, con 890 votos registrados, el filme obtiene una media ponderada de 5,2 sobre 10. En cuanto a La Vanguardia el 63 % de los usuarios registrados allí le dan una valoración positiva.